# Penestas (tribu)

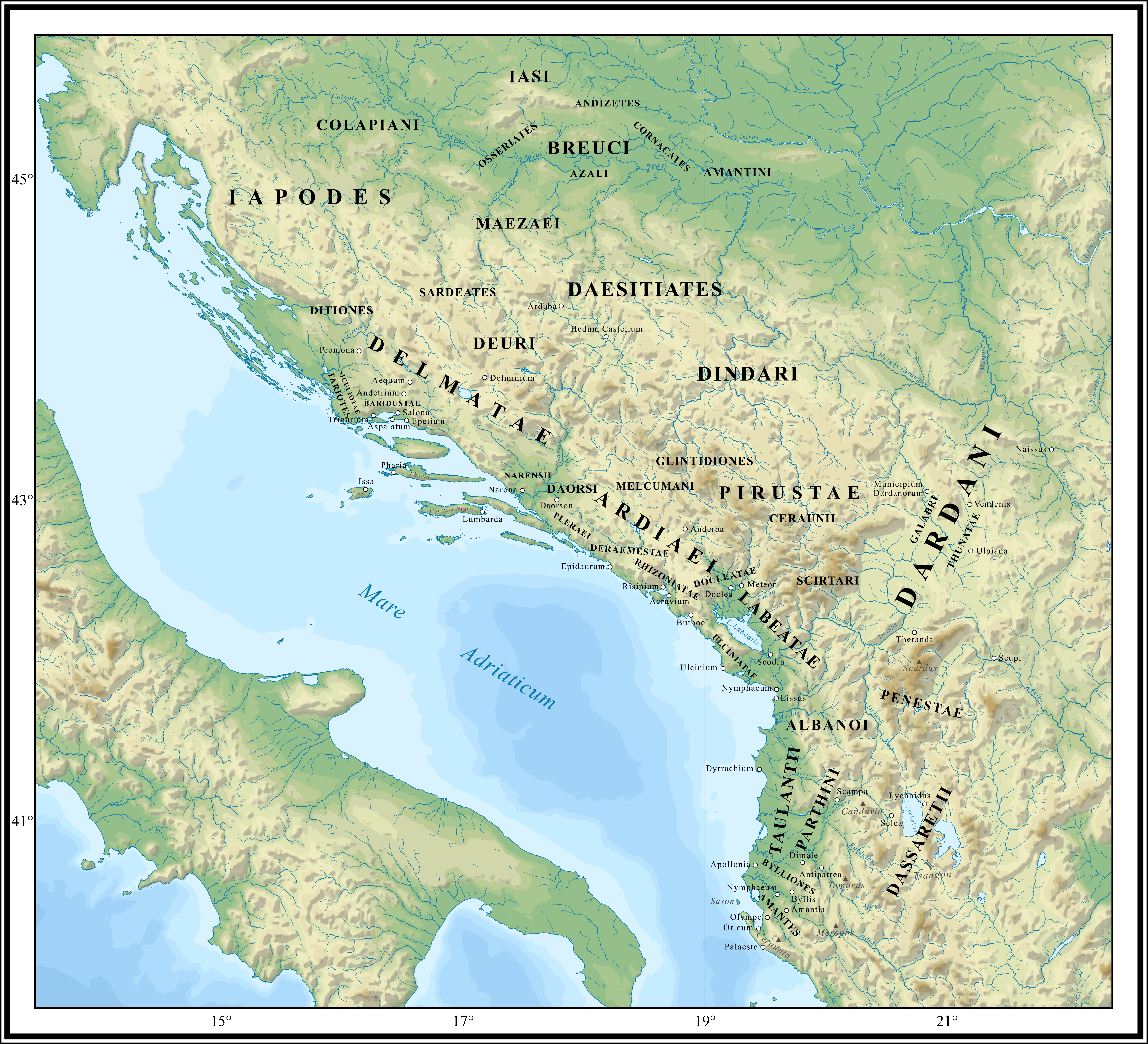
Mapa de las tribus de Iliria. Los penestas se encuentran al sureste, en los Montes Šar.

Los penestas eran una  tribu iliria que vivía en el sureste de Iliria, en una región interna llamada Penestia, situada alrededor del valle del río Drin Negro, al norte del lago de Ocrida, entre la actual Albania oriental y Macedonia del Norte occidental. Los menciona por primera vez el historiador romano Tito Livio. Los penestas aparecen varias veces en los relatos de Livio sobre los acontecimientos relativos a la tercera guerra macedónica (171-168 a. C.), que se libró entre la República romana y el Reino de Macedonia bajo Perseo.

## Nombre
La tribu solo es mencionada por Tito Livio (siglo I a. C.-siglo I d. C. como penestae (en latín). Aparecen varias veces en los relatos de Livio sobre la Tercera guerra romano-macedónica, que tuvo lugar a principios del siglo II a. C.
Basándose en la presencia del sufijo típico del ilirio -st-, se considera que el nombre es ilírico, como pirustas', por ejemplo.  Sin embargo, el nombre también puede estar relacionado con los Πενέσται (penestai), una clase social de la Antigua Tesalia, que alternativamente puede considerarse un simple cambio lingüístico del término del griego antiguo Μενέσται (Menéstai, “los que se quedan”), como ya señaló Arquémaco de Eubea, o relacionado con el griego antiguo πένης (pénes, “pobre”).

## Geografía
La tribu habitaba en Penestia, una región al interior del sureste de Iliria, situada alrededor del valle del río Drin Negro, al norte del lago de Ocrida. Los penestas limitaban al sur con los dasarecios  y los partinos, al norte con los dardanios (de los que estaban separados por los montes Šar). Al este, los penestas eran vecinos del Reino de Macedonia. La cercana Stuberra (actual Čepigovo) fue utilizada por Perseo de Macedonia para acceder a Uscana, en Penestia, desde el sureste. El territorio más occidental de los penestas se extendía hasta los dominios de los labeatas.

### Asentamientos
El principal asentamiento de los penestas era Uscana, probablemente situado en el valle del Drin Negro, en la región de valle del Dibër. El territorio de los penestas parece haber estado densamente poblado, pues Livio menciona la existencia de once asentamientos fortificados, además de Uscana, Draudacum y Euneum, siendo este último un asentamiento de importancia estratégica en la ruta hacia la región tribal de los labeatas, sobre la que gobernaba Gencio. Draudacum y Oaeneum se encontraban en la región del valle de Pollog, habitada y gobernada tanto por los penestas como por los dardanios.

### Asedio de Uscana
La fortaleza de Uscana fue ocupada por una fuerza mixta de romanos e ilirios. La ciudad resistió intensamente hasta que sus habitantes se dieron cuenta de que no disponían de grano suficiente para contrarrestar el asedio durante un período mucho más largo; observando que el ejército macedonio de Perseo llevaba hasta las murallas sus cobertizos de asedio. Por ello, los romanos pidieron al rey macedonio que se les permitiera salir con sus propiedades y armas, o con su vida y libertad. Perseo accedió a la primera petición, pero luego confiscó las armas de los soldados, puso bajo custodia a los romanos y los llevó a Stuberra. Mientras tanto, el rey macedonio vendió como esclavos a los soldados ilirios y a los habitantes de la ciudad.

### Asedio de Eneum
El rey macedonio pretendía capturar también Eneum, otra ciudad penesta estratégicamente situada en la ruta hacia el territorio de los labeatas y el reino ilirio de Gencio. Así pues, Perseo abandonó Stuberra y regresó a Penestia. Siguiendo el camino hacia Eneum, capturó también Draudacum y otras once fortalezas, principalmente sin emprender batallas; no obstante, consiguió hacer prisioneros a 1500 soldados romanos. Para asediar Eneum, los macedonios construyeron un montículo contra la muralla de la ciudad en el que los soldados subían escaleras. La ciudad fue sitiada y sometida por los macedonios, que asesinaron a los varones adultos y tomaron en custodia a mujeres y niños. El botín obtenido de la victoria sobre la ciudad fue distribuido entre los hombres de Perseo. El ejército macedonio victorioso regresó a Stuberra, desde donde Perseo envió inmediatamente emisarios a Gencio para informarle de los grandes éxitos conseguidos ese año, e instar al rey ilirio a unirse a Macedonia contra Roma. Los embajadores de Perseo cruzaron los montes Šar con gran dificultad, luego bajaron a la costa de Iliria llegando a Shkodër. Por ello, Gencio los convocó en Lisos.

## Cultura
En la lingüística moderna, el idioma hablado por los penestas se incluye en la provincia onomástica ilírica meridional. El territorio que habitaban pertenece a la zona que se considera en la erudición actual como el núcleo lingüístico del ilirio.